# New Milford (Nova Jérsei)
New Milford é um distrito localizado no estado americano de Nova Jérsei, no Condado de Bergen.

## Demografia
Segundo o censo americano de 2000, a sua população era de 16.400 habitantes.
Em 2006, foi estimada uma população de 16.243, um decréscimo de 157 (-1.0%).

## Geografia
De acordo com o United States Census Bureau tem uma área de
6,0 km², dos quais 6,0 km² cobertos por terra e 0,0 km² cobertos por água.

## Localidades na vizinhança
O diagrama seguinte representa as localidades num raio de 4 km ao redor de New Milford.